# Jhalkaribai
Jhalkaribai (22 de novembre de 1830 - 4 d'abril de 1858) va ser una soldat que tingué un paper important en la rebel·lió índia de 1857. Va servir a l'exèrcit femení de la Rani Lakshmibai de Jhansi. Finalment, va aconseguir la posició de consellera destacada de la reina. A l'apogeu del setge de Jhansi, es va disfressar de reina i va lluitar en nom seu, al front, permetent a Lakshmibai escapar amb seguretat de la fortalesa.
La llegenda de Jhalkaribai ha perdurat en la memòria popular de la gent de Bundelkhand al llarg de segles. La seva vida, especialment el seu heroisme lluitant contra l'exèrcit de la Companyia Britànica de les Índies Orientals per protegir la reina, continua essent elogiada en el folklore bundeli.

## Vida
Jhalakaribai va néixer al poble de Bhojla, prop de Jhansi. Com a noia rural, les seves tasques incloïen sobretot feines a la llar. No obstant això, a una edat molt primerenca, es diu que va exhibir una força de voluntat excepcional. El folklore local explica diversos actes de valentia llegendaris. La gent es va sorprendre quan es va assabentar que quan un tigre de la jungla va intentar atacar la jove Jhalkari, ella es va mantenir ferma i va matar el tigre només amb una destral. També s'informà que matat un lleopard al bosc amb un pal que feia servir per ramadejar bestiar.
Es va casar amb Ahtisham Khan, un soldat de la unitat d'artilleria de l'exèrcit de la Rani Lakshmibai, que la va presentar a la Rani. Jhalkaribai tenia una estranya semblança amb Lakshmibai i per això va ser inclosa a l'ala femenina de l'exèrcit.

## Coratge en la batalla
Ràpidament va ascendir dins la carrera militar i va començar a comandar el seu propi exèrcit. Durant la rebel·lió de 1857, el general Hugh Rose va atacar Jhansi amb un gran exèrcit. La reina presentà una valerosa resistència en el seu fort, que defensà amb 4000 efectius. Esperava l'ajuda de l'exèrcit de Peshwa Nana Sahib acampant a Kalpi, però aquest no va aparèixer perquè Tantia Tope ja havia estat derrotada pel general Rose. Mentrestant, Dulha Ju, al capdavant d'una de les portes del fort, feu un pacte amb els anglesos i obrí les portes de Jhansi a les forces britàniques. Quan els britànics es van precipitar al fort, Lakshmibai, per consell del seu cortesà, va escapar per una altra porta enmig del caos amb forts combats i nombroses baixes. En saber de la fugida de Lakshmibai, Jhalkaribai, obeint les instruccions de la pròpia reina, dirigí al camp de batalla disfressada i fent-se passar per Lakshmibai. Això va provocar una confusió que va continuar durant un dia sencer i que va donar avantatge a l'exèrcit de la Rani.
Si bé és més coneguda per aquest acte de sacrifici i coratge, no ha transcendit tant el seu important paper com a confident i assessora propera a la reina i que va tenir un paper clau en l'anàlisi i l'estratègia de la batalla, al costat de Lakshmibai.

## Llegat

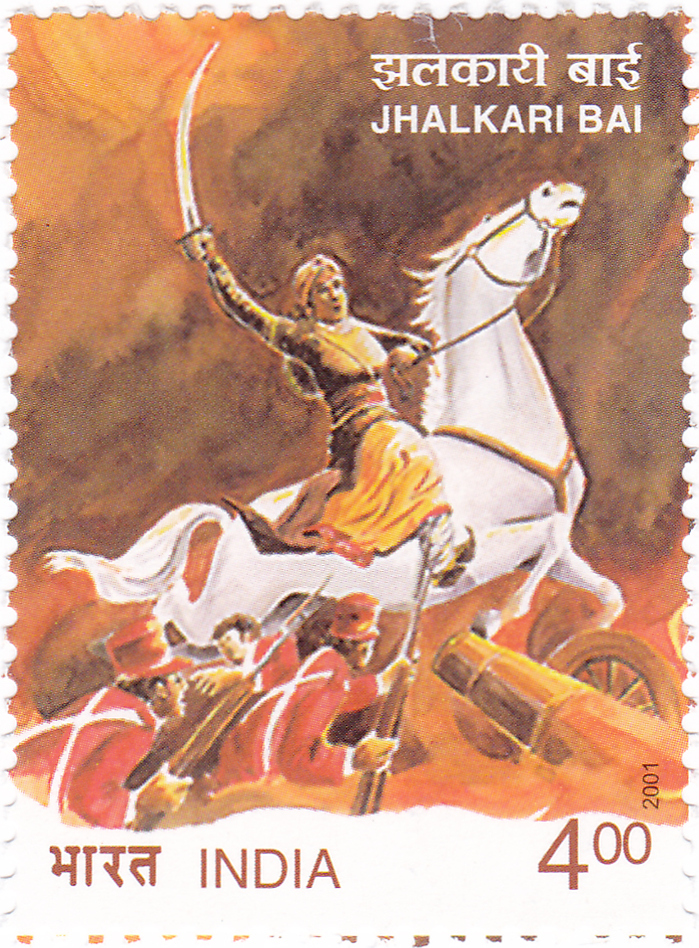
Jhalkaribai en un segell indi de 2001

La imatge de Jhalakaribai ha guanyat protagonisme al nord de l'Índia en els darrers anys i s'ha reconegut la importància sociopolítica de la història de Jhalkaribai. L'aniversari de la mort de Jhalkaribai també se celebra com Shahid Diwas (Dia dels Màrtirs) per diverses organitzacions de kolis. El moviment per establir Bundelkhand com un estat separat també ha utilitzat la llegenda de Jhalkaribai per crear la identitat dels Bundelis. El departament de correus i telègrafs del govern de l'Índia emeté un segell postal on es representa Jhalkaribai.
Les castes dalits del nord de l'Índia han utilitzat la seva llegenda per glorificar les seves comunitats; per exemple, els koris la consideren una membre guerrera i valenta nascuda a la seva casta i celebren "Jhalkaribai Jayanti" (aniversari del naixement) per crear un sentiment d'orgull entre ells.
El Servei Arqueològic de l'Índia està creant un museu a Panch Mahal, un edifici de cinc plantes situat dins del fort de Jhansi en record de Jhalkaribai.
El president Ramnath Kovind va donar a conèixer l'estàtua de Jhalkari Bai al complex Guru Tegh Bahadur de Bhopal el 10 de novembre de 2017.

## En la cultura popular

### Representació en la literatura
Se li fa referència a la novel·la Jhansi ki Rani escrita el 1951 per B. L. Varma, on apareix una trama secundària sobre Jhalkaribai i la retrata com a koli i una soldat extraordinària de l'exèrcit de Lakshmibai. La novel·la Maati de Ram Chandra Heran, publicada el mateix any, la representava com a "cavalleresca i una valenta màrtir". La primera biografia de Jhalkaribai va ser escrita el 1964 per Bhawani Shankar Visharad, amb l'ajut de la novel·la de Varma i la seva investigació a partir de les narracions orals de les comunitats kori que viuen a les rodalies de Jhansi.
Molts escriptors que narren la història de Jhalkaribai s'han esforçat per situar Jhalkaribai en el mateix nivell de Lakshmibai. Des dels anys noranta, la història de Jhalkaribai ha començat a modelar una imatge ferotge de la dona, ha adquirit dimensió política i ha vist com la seva imatge es reconstrueix segons les exigències de la situació social.

### Representació en pel·lícules
És un dels personatges principals de Manikarnika (2019), una pel·lícula en hindi protagonitzada per Kangana Ranaut com a Rani Lakshmibai i Ankita Lokhande com a Jhalkaribai.

### Representació en altres suports
Apareix al joc per a dispositius mòbils Fate/Grand Order (2015) com a servent de la classe Sabre, podent ser convocada pel jugador per ajudar-lo en la seva lluita durant el quart capítol "Lostbelt".